# Chiesa di Santa Maria in Cielo Assunta (Rocca Imperiale)
La chiesa di Santa Maria in Cielo Assunta (nome completo: Chiesa dell’Assunzione della Beata Vergine Maria), detta anche Chiesa dell'Assunzione B.V.M. o raramente Chiesa A.B.V.M., è la chiesa madre di Rocca Imperiale, collocata nel suo centro storico.

## Storia e descrizione
La prima chiesa di Rocca Imperiale sorse, come attesta il campanile, col nascere dell'abitato, al tempo dell'imperatore Federico II di Svevia nel secolo XIII (1239). Piccola, di stile romanico puro, l'ingresso principale a nord e uno secondario sul lato opposto, occupava l'area dell'attuale sagrato ed aveva a destra la sagrestia. Davanti era uno spiazzo o una larga via da cui erano visibili le grandi incisioni paleografiche sotto la cornice apicale della torre campanaria, e nell'interno forse una sola navata e nudo era il presbiterio con l'altare maggiore.
Loculi tombali dei sacerdoti e delle principali famiglie si aprivano sul pavimento e una cripta più giù, probabilmente in comune con quella dell'ospedale eretto dai Cavalieri Gerosolimitani nel secolo XIII, serviva per le deposizioni dei fedeli, che in caso di epidemie venivano sepolti attorno al tempio. Questo era dedicato, come lo è tuttora la parrocchia, a Santa Maria in Cielo Assunta e fu arricchito nei primi anni del Trecento di un protiro a soggetta su archi ad ogiva, di bifore a colonne tortili di marmo, ora deposte nel giardino Gavazzi, di un ampio rosone, di una statua, la cui testa è murata all'angolo del corso Vittorio Emanuele, di fronte alla casa Fortunato, e di affreschi, i resti dei quali si notano sotto un archetto del protiro attualmente incorporato nel pronao della nuova Chiesa. Il 30 giugno del 1644 la chiesa venne incendiata dai Turchi, sbarcati per conquistare la città, ma poi venne ristrutturata. Dal 2 luglio successivo si porta l'icona della Madonna della Nova in processione dalla Chiesa Madre alla sua chiesa, il Santuario in Cesine. All'ottava di Pasqua, si riporta in Chiesa Madre. Il 30 marzo del 1691 dal crocifisso della chiesa, sgorgò sangue e acqua. Nel XVIII secolo, la chiesa fu ristrutturata dal Duca Crivelli che la ampliò e la rese un monumento di bellezza storica e artistica. Tutt'oggi, infatti, la chiesa è visitata da turisti e gente di passaggio.

## Collegamenti esterni

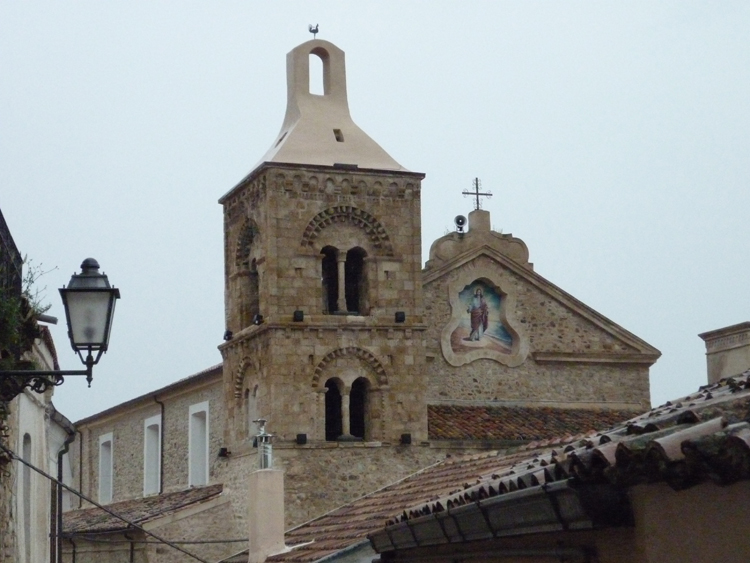
Campanile e particolare della facciata